# 金馬路駅 (大連市)
金馬路駅（きんばろえき）は中華人民共和国遼寧省大連市金州区に位置する大連地下鉄3号線の駅である。

## 駅構造
- 相対式ホーム2面2線の高架駅。

## 駅周辺
大連経済技術開発区内に位置する。

## 歴史
- 2003年5月1日 - 開業。

## 隣の駅
大連公交客運集団有限公司
■大連地下鉄3号線
大連湾駅 - （快軌車両段駅） - 金馬路駅 - 開発区駅